# 3 жовтня
3 жовтня 276-й день року (277-й у високосні роки) в григоріанському календарі. До кінця року залишається 89 днів.

## Свята і пам'ятні дні

### Міжнародні
- Організація об'єднаних націй: Всесвітній день сільськогосподарської техніки

### Національні
- Німеччина: Національне свято Федеративної Республіки Німеччина. День Німецької єдності (1990)
- Південна Корея: Національне свято Республіки Корея. День Заснування Нації

### Релігійні
Православ'я:
- Священномучеників Діонісія Ареопагіта, єпископа Афінського, Рустика пресвітера і Елевферія диякона.
- Прп. Діонісія, затворника Києво-Печерського, в Дальніх печерах.
- Прп. Іоана Хозевіта, єп. Кесарійського.
- Блж. Ісихія Хоривіта[1].

Католицтво:
- Діонісій Ареопагіт
- Франсіско Борджа
- Джон Релей Мотт (Єпископальна церква (США))

### Іменини
✙ Православні: Діонісій, Іван
✝  Католицькі: Олег, Михайло, Теодор, Встратій, Олег, Мислислав, Ґерард, Тереза.

## Події
- 382 — римський імператор Феодосій I виділив землі Фракії для поселення вестготів.
- 1533 — жителі села під Віттенбергом (Священна Римська імперія німецької нації) продали все майно у зв'язку з прогнозованим проповідником М. Штихелем кінцем світу.
- 1621 — перемога війська під проводом П. Сагайдачного під Хотином.
- 1863 — президент США А. Лінкольн оголосив кожен останній четвер листопада Днем подяки.
- 1866 — за Віденським договором Австрійська імперія віддала Королівству Італія Венецію.
- 1875 — у Цинциннаті відкритий перший в США єврейський коледж.
- 1906 — міжнародним сигналом лиха був затверджений сигнал SOS (раніше діяв сигнал CQD).
- 1917 — у Чигирині розпочався Всеукраїнський з'їзд козацтва, під час якого затвердили статут організації й обрали її Генеральну раду на чолі з Павлом Скоропадським.
- 1925 — відкрили Харківський державний театр опери та балету.
- 1926 — у Празі розпочався Перший український науковий з'їзд.
- 1929 — Королівство сербів, хорватів і словенців набуло офіційної назви Югославія.
- 1932 — Королівство Ірак отримало повну незалежність від Великої Британії.
- 1935 — розпочалась італійсько-абіссинська війна.
- 1942 — німці вперше випробували ракету Фау-2
- 1945 — створено Всесвітню федерацію профспілок.
- 1945 — у віці 10 років Елвіс Преслі взяв участь у конкурсі юних талантів і завоював другий приз. За пісеньку «Стара овечка» він отримав 5 доларів.
- 1952 — Велика Британія провела випробування своєї першої ядерної бомби.
- 1952 — у Лос-Анджелесі зроблений перший відеозапис на магнітну стрічку.
- 1973 — пам'ятник видатній українській поетесі Лесі Українці відкрито в Києві.
- 1990 — завершився процес об'єднання Східної і Західної Німеччини, щорічно відзначається як День Німецької єдності.
- 1993 — у Москві розстріляно танками будівлю Думи (Білий дім).
- 1993 — почалась битва в Могадишо (закінчилась 4 жовтня).
- 2003 — філософ, доцент кафедри культури ЛНУ ім. Івана Франка, Станіслав Шендрик вчинив акт самоспалення на знак протесту проти незаконного продажу міською владою земельної ділянки, яка належала йому згідно із судовим рішенням.
- 2013 — Україна стала асоційованим членом CERN.

## Народились
Дивись також Категорія:Народились 3 жовтня
- 1852 — Киріак Костанді, український художник-передвижник.
- 1858 — Елеонора Дузе, італійська акторка та сценаристка.
- 1863 — Станіслав Заремба, польський математик, один із засновників Польського математичного товариства, член-кореспондент АН СРСР (†23.11.1942).
- 1867 — П'єр Боннар, французький живописець, постімпресіоніст.
- 1881 — Михайло Возняк, український академік, літературознавець та історик літератури. (†20.11.1954).
- 1883 — Іда Рубінштейн, видатна харків'янка, балерина і акторка, в 1909—1910 роках виступила у складі антрепризи Сергія Дягилєва, на початку 1911 року створила власну трупу.
- 1886 — Варвара Каринська, українська і американська дизайнерка одягу, авторка сценічних костюмів для кіно та балету, співавторка сучасної балетної пачки, володарка премії «Оскар» (1948) за дизайн костюмів для фільму «Жанна д'Арк».
- 1894 — Конон Безщасний, український кобзар (†1967).
- 1896 — Агапій Шамрай, український літературознавець (†1952).
- 1899 — Генрі Ларсен, канадський мореплавець, який першим у світі проплив Північно-Західним морським шляхом із заходу на схід.
- 1900 — Томас Вулф, американський письменник.
- 1908 — Вазген I, католикос усіх вірмен (†1994).
- 1924 — Франко Крістальді, італійський кінопродюсер («Закон є закон», «Розлучення по-італійськи», «Спокушений і покинутий», «Червоний намет», «Амаркорд», «Христос зупинився в Еболі», «І корабель пливе», «Ім'я Рози», †1992).
- 1925 — Гор Відал, американський письменник.
- 1935 — Армен Джигарханян, радянський актор театру і кіно («Здрастуйте, я ваша тітка», «Нові пригоди невловимих», «Собака на сіні», «Місце зустрічі змінити не можна», «Тегеран-43»).
- 1935 — Чарльз Дюк, американський астронавт, який побував на Місяці.
- 1939 — Віктор Каневський, футболіст київського «Динамо», чемпіон СРСР.
- 1955 — Томмі Вайзо, американський актор і режисер польського походження.
- 1957 — Люко Дашвар, українська письменниця.
- 1962 — Сергій Кузьмінський, український рок-музикант, вокаліст рок-гурту «Брати Гадюкіни».
- 1970 — Валерій Глєбов, офіцер Збройних сил України, що трагічно загинув під час російського вторгнення в Україну, Герой України.
- 1984 — Ешлі Сімпсон, американська співачка, авторка пісень та акторка.
- 1989 — Максим Яровий, український біатлоніст, лижник, призер Паралімпійських ігор.
- 2004 — Ноа Шнапп, американський актор («Дивні дива»).
- 2007 — Каріна Данилова

## Померли
Дивись також Категорія:Померли 3 жовтня
- 1078 — На Нежатній Ниві біля Чернігова загинув князь Ізяслав Ярославич (*1024)
- 1226 — Франциск Ассізький (* близько 1181/82), італійський проповідник, засновник ордену францисканців.
- 1667 — Алонсо Кано, іспанський живописець і скульптор.
- 1685 — Хуан Кареньо де Міранда, іспанський художник доби бароко.
- 1896 — Вільям Морріс, англійський художник, дизайнер, теоретик мистецтва, письменник-фантаст.
- 1935 — Микола Василенко, український історик, громадсько-політичний діяч.
- 1987 — Жан Ануй, французький драматург і сценарист, видатний представник французької літератури XX століття.
- 2007 — Пабло Паласуело, іспанський скульптор.
- 2008 — Ігор Римарук, український поет (* 1958)
- 2009 — Рейнгард Мон, німецький підприємець, творець світової медіа-імперії Bertelsmann
- 2009 — Олександр Басилая, грузинський композитор, художній керівник ансамблю «Іверія»